# Piqua (Ohio)
Piqua ist eine City im Miami County, Ohio, Vereinigte Staaten. Das U.S. Census Bureau ermittelte bei der Volkszählung 2020 eine Einwohnerzahl von 20.354.
Piqua ist statistisch ein Teil der Metropolregion von Dayton. Piqua war eine der Städte, die von der Überschwemmung Great Dayton Flood 1913 betroffen waren.

## Geografie
Piqua liegt am Great Miami River im westlichen Teil Ohios. Der Interstate 75 verbindet die Stadt mit Dayton im Süden und Toledo im Norden.

## Geschichte
In der Gegend am oberen Great Miami River siedelten in vorgeschichtlicher Zeit Angehörige der Adena- und Hopewell-Kultur. In der Mitte des 18. Jahrhunderts befand sich in der Nähe der heutigen Stadt eine Siedlung der Miami-Indianer und von 1749 bis 1752 ein Handelsposten namens Pickawillany. Eine zweite Siedlungsphase begann 1780, als eine Gruppe Shawnees ihre Dörfer am Mad River aufgeben musste. Sie brachten in ihre neuen Wohnstätten im Miami Valley die alten Ortsnamen mit und nannten ihre Siedlungen Upper Piqua (Bi-co-we-that) und Lower Piqua (Chillicothe).
Anstelle des Dorfes Upper Piqua errichtete General Anthony Wayne 1793 ein Fort, 1796 ließ sich mit Joe Gard der erste weiße Siedler nieder. 1807 bekam der Ort unter der Bezeichnung Washington den Status eines Village, doch der Name fand keinen Anklang, und 1816 wurde der ursprüngliche Shawnee-Name Piqua wieder übernommen. 1823 waren hier etwa 350 Menschen ansässig. Ab 1837 wurde Piqua durch seine Lage am Miami-Erie-Kanal ein Verkehrs- und Handelszentrum, ab 1858 war der Ort auch an die Eisenbahn angeschlossen.
Bei Piqua steht ein Kernkraftwerk, das von 1963 bis 1965 Strom produzierte, bevor es wegen Kühlungsproblemen stillgelegt wurde. Es war das erste kommunal betriebene KKW in den USA.

## Wirtschaft und Infrastruktur
Piqua ist bekannt für die Herstellung von Unterwäsche und verfügt über 16 Betriebe, die diese Textilien produzieren. Der Ort wurde auch schon als Unterwäschehauptstadt der Welt bezeichnet, was noch immer mit einem Great Outdoor Underwear Day gefeiert wird. Darüber hinaus ist in Piqua ein Hersteller von Flugzeugpropellern, die Hartzell Propeller Inc., beheimatet. Nordwestlich der Stadt liegt der kleinere Flugplatz Piqua Airport (Hartzell Field), der nächste größere Flughafen ist der Dayton International Airport in Dayton.

## Persönlichkeiten
- Joseph Walkup (1819–1873), Politiker
- Hiram Y. Smith (1843–1894), Mitglied des US-Repräsentantenhauses aus Iowa
- Louis Joseph Reicher (1890–1984), Bischof von Austin
- Lester J. Whitlock (1892–1971), Generalmajor der United States Army
- William P. Lear (1902–1978), Gründer von Learjet und Erfinder der 8-Spur-Kassette
- A. Dale Kaiser (1927–2020), Biochemiker
- Patrick Zircher (* 1963), Comiczeichner
- The Mills Brothers, A-cappella-Vokalgruppe